# Černíkovice (zámek)
Zámek Černíkovice se nachází v okrese Rychnov nad Kněžnou na východním okraji obce Černíkovice (asi 6 km severozápadně od Rychnova nad Kněžnou). Jednopatrová dvoukřídlá klasicistní stavba stojící na pravém břehu řeky Bělé je od roku 1964 kulturní památkou.

## Historie
Ves Černíkovice, původně nazývaná Grunov, je písemně doložena až od roku 1354, i když pravděpodobně vznikla už v 11. století. Ve 14. století ji získali Žampachové z Potštejna a v té době tu byla na severním břehu řeky Bělé postavena tvrz (čtverhrannou akropoli v místech čp. 17 chránil ze tří stran příkop, na jihu říčka Bělá). Ta byla za Jana Koldy ze Žampachu v roce 1457 dobyta vojsky poděbradské jednoty a pak již nebyla obnovena.
V letech 1558–1572 byl držitelem Černíkovic Matyáš Dobeš z Olbramic. Pravděpodobně tehdy byla o něco východněji, na místě nynějšího zámku, postavena nová renesanční tvrz. V roce 1674 získal panství František Karel Libštejnský z Kolovrat (1620–1700) a od této doby je historie lokality spojena s rodem Kolovratů a jeho rychnovskou větví.
V 18. století byl na místě renesanční tvrze vybudován barokní zámek, který v letech 1822–1825 nechal František Antonín Kolovrat (1778–1861) přestavět na klasicistní empírový zámek podle návrhu vídeňského architekta Heinricha Kocha (1781–1861).
Do roku 1945 sloužil zámek jako letní sídlo rychnovských Kolovratů, v roce 1948 byl znárodněn a byl pak využíván i jako Ústav sociální péče o mládež. V roce 1990 požádal Kryštof Kolowrat Krakowský Liebsteinský (1927–1999) úspěšně o navrácení majetku; ústav zde však fungoval až do roku 2001, kdy se přestěhoval do Rychnova nad Kněžnou. Zámek byl navrácen ve špatném stavu a zcela bez mobiliáře.

## Popis

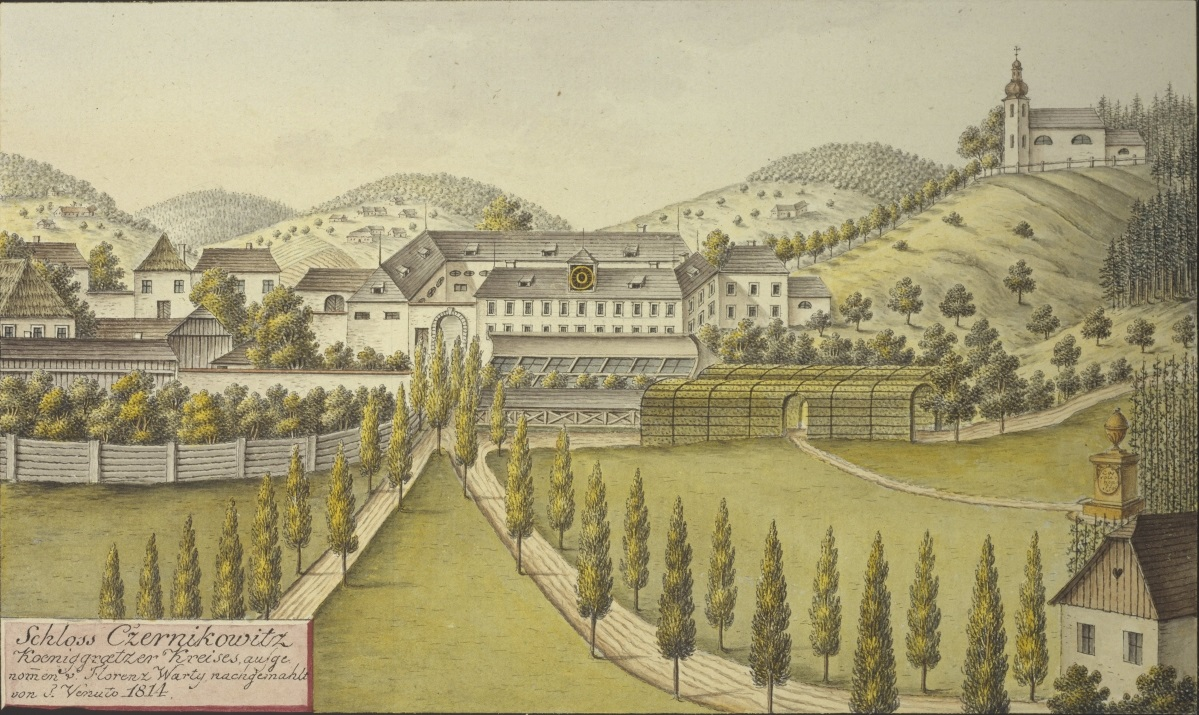
Původní zámek v roce 1814

Budova zámku je ve svahu nad pravým břehem říčky Bělé. Má dvě křídla postavená v pravém úhlu, obě jednopatrová. Zhruba ve středu východního křídla vystupuje z jeho zadního průčelí dále na východ směrem k parku nižší přístavek zámecké kaple. Jižní křídlo je vůči východnímu poněkud předsunuto na západ. Empírová fasáda je v základu bílá, s okrovými detaily.
Kolem budovy zámku a dál východně podél obou břehů Bělé je krajinářský park s jezírkem, rovněž založený podle empírového projektu. Terén směrem k severu stoupá, už mimo zámecký areál je kostel Povýšení sv. Kříže z roku 1652 se hřbitovem a na park navazuje les na vrchu Homole. 
Jižně od zámku je most přes Bělou a asi 200 m dále u silnice přízemní novoklasicistní stavba tzv. koníren (tyto stavby z 1. poloviny 19. století nejsou kulturní památkou). 